# Opdracht van Maria in de tempel

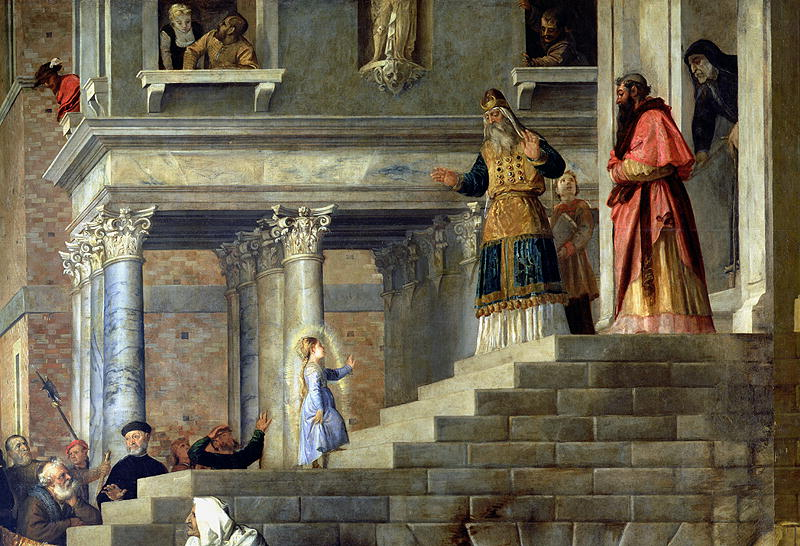
De Opdracht van Maria in de tempel - Titiaan

Op het feest van de Opdracht van de Heilige Maagd Maria in de tempel of Maria Presentatie viert de Kerk dat de ouders van Maria haar opdroegen in de tempel. Daarmee viert de Kerk dat Maria, vervuld van de heilige Geest, vanaf haar Onbevlekte Ontvangenis geheel aan de Heer was toegewijd.
Het feest is niet gebaseerd op Bijbelse geschriften maar op het Proto-evangelie van Jakobus. Daarin wordt verhaald dat Joachim en Anna uit dankbaarheid voor haar miraculeuze geboorte Maria toewijdden aan god in de tempel, waar ze bleef tot haar puberteit.
Het is in de katholieke kerk een gedachtenis die valt op 21 november. In de Orthodoxe Kerk is het een van 12 Grote Feesten (dodekaorton), waar het Opdracht van de Moeder Gods in de tempel genoemd wordt. Sinds de achtste eeuw wordt deze gedachtenis in het Oosten gevierd. Later introduceerden geestelijken uit Constantinopel het feest van Maria Presentatie in het Westen.